# Евграфов, Павел Борисович
Павел Борисович Евграфов (укр. Павло Борисович Євграфов; 22 октября 1944, Москва, РСФСР — 4 ноября 2015, Киев, Украина) — советский и украинский юрист и государственный деятель, и. о. председателя Конституционного суда Украины (2005—2006).

## Биография
Родился в семье служащих. Трудовую деятельность начал рабочим строительно-монтажного управления, слесарем-сборщиком Харьковского тракторного завода.
В 1971 году окончил Харьковский юридический институт. В 1971—1991 годах — аспирант, ассистент, старший преподаватель, доцент кафедры теории государства и права Харьковского юридического института.
С 1991 по 1994 год — заведующий государственно-правового отдела Секретариата Верховного Совета Крыма, а с 1995 по 1997 год — руководитель юридической службы Представительства Президента Украины в Автономной Республике Крым. Один из авторов положения о всекрымском референдуме, на основании которого в 1991 году была воссоздана Крымская АССР. Один из авторов Конституции Республики Крым 1992 года, ряда крымских законов.
В июне 1997 года Верховной Радой Украины назначен судьей Конституционного Суда Украины.
С 1999 по 2002 год — заместитель председателя, в 2005—2006 годы — и. о. председателя Конституционного суда Украины.
Кандидат юридических наук. Участвовал в разработке проекта Конституции Украины, проекта Закона «О всеукраинских местных референдумах». Автор более 70 научных работ, по вопросам теории системы права, законотворчества, правового государства.